# Tongóbriga
Tongóbriga ou Área Arqueológica do Freixo est un site archéologique présentant les vestiges d'une cité romanisée située dans la freguesia de Marcio (pt), sur le territoire de la municipalité de Marco de Canaveses (district de Porto, Portugal),.
Elle est classée Monument national depuis 1986.

## Historique
La zone d'implantation d'environ 7 ha s'étend sur une crête orientée approximativement nord-sud dans le paysage façonné par les rivières Tâmega et Douro.
Située à la limite du territoire des Brácaros (peuple celte de la péninsule Ibérique), la cité de Tongóbriga révèle une étymologie celtique composée des éléments tong (jurer) et briga (établissement fortifié). Les plus anciennes références à cette cité remontent au IIe siècle, par le géographe Ptolémée. Le passage de voies romaines à proximité, reliant les principaux centres de population de ce qui était alors la Lusitanie, témoigne également de l'importance régionale de Tongóbriga.
Les fouilles de la ville ont débuté en août 1980 sur un site connu localement sous le nom de Capela dos Mouros et ont couvert une superficie de plus de 30 ha. Sous la direction de Lino Tavares Dias, l'importance de cette cité en tant que centre de pouvoir structuré, une civitas, a été confirmée par la présence :
- d'une structure thermale de 1 400 m2, probablement utilisée jusqu'au Ve siècle dont on trouve le praefurnium et aussi la Pedra Formosa (pt) (petit complexe de deux pièces dont l'entrée est fermée par une pierre),
- d'un forum rectangulaire mesurant 112 × 75 m datant des Ier et IIe siècles construit à l'intersection des voies romaines de Bracara Augusta et Augusta Emerita
- des villa urbana, dont certaines sont dotées d'atrium.

On y trouve également une structure de l'époque castriste avec des maisons individuelles, des tombes à incinération des IIIe et IVe siècles, les vestiges d'une basilique paléochrétienne sous l'église actuelle et la mention de Tongobriga comme paroisse suève témoignent d'un peuplement continu jusqu'au VIe siècle.

## Galerie

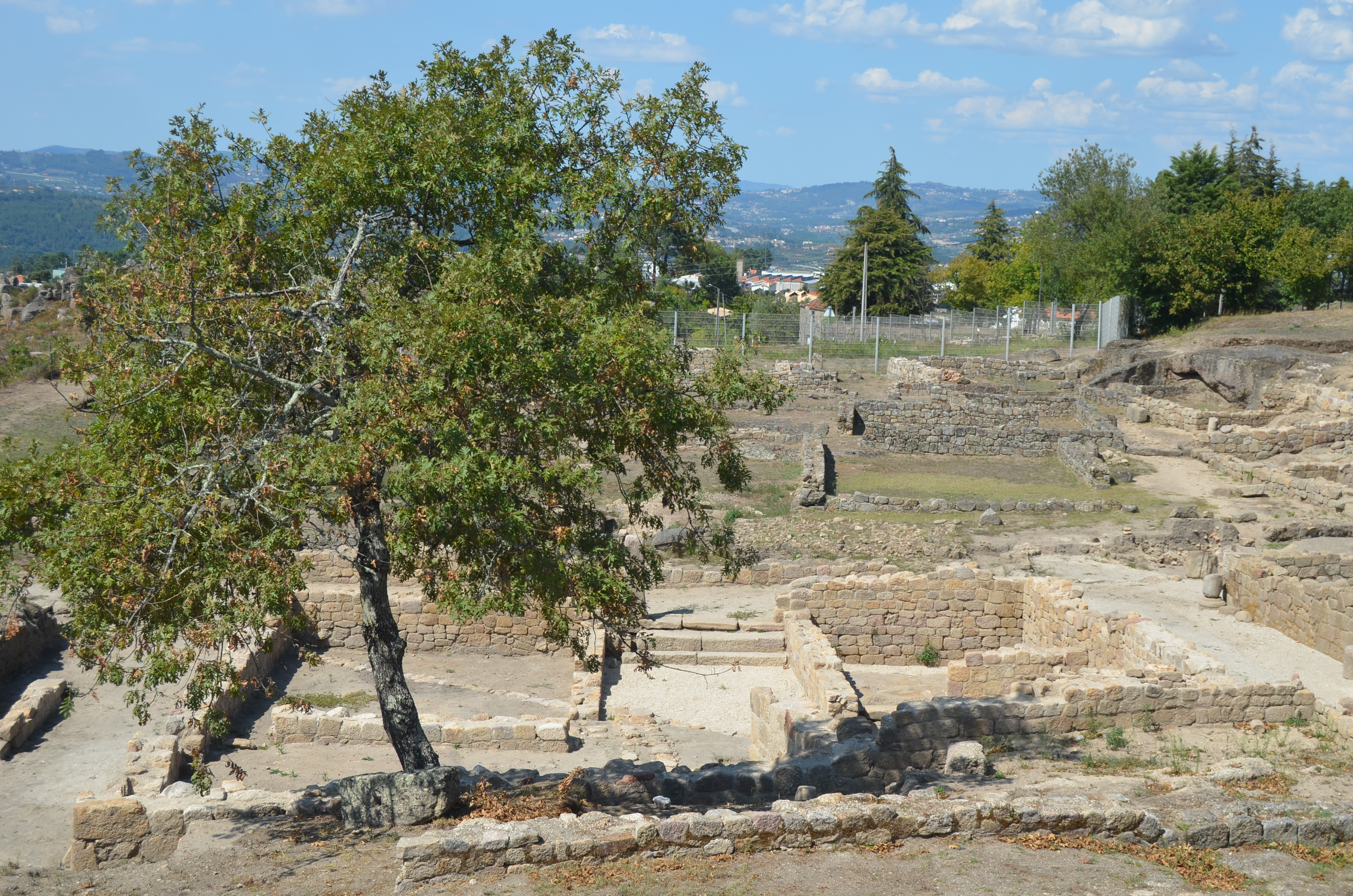
Zone résidentielle.
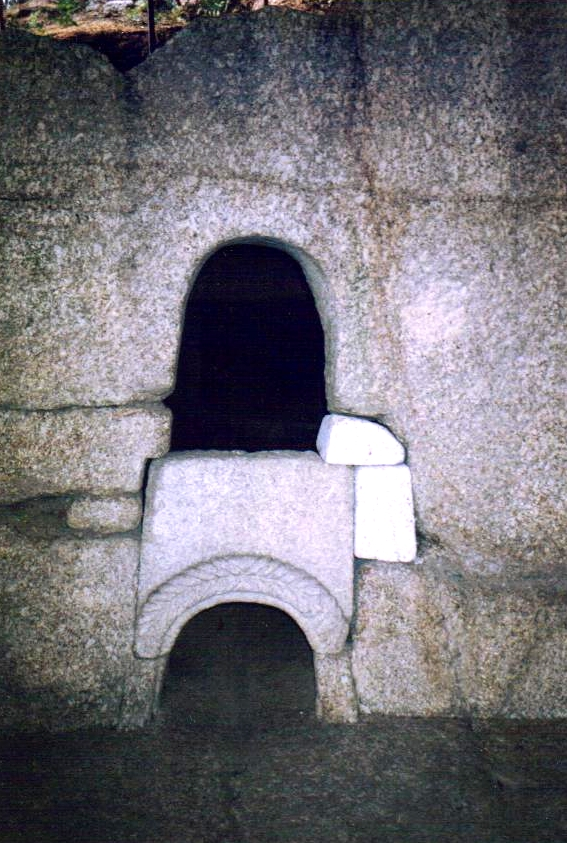
Pedre Formosa.